# Salomon Müller
Salomon Müller (n. 7 aprilie 1804, Heidelberg, Electoratul Baden⁠(d) – d. 29 decembrie 1863, Freiburg im Breisgau, Marele Ducat de Baden) a fost un naturalist german. S-a născut în Heidelberg și a decedat în Freiburg im Breisgau.
Müller a ajuns în Batavia în 1826, iar apoi a călătorit către Noua Guinee și Timor în 1828 la bordul lui Triton. A început în octombrie 1828, când a rămas în portul Kupang, intrând în interiorul Timorului doar anul următor. În 1831 a rămas în Insula Java, iar mai apoi a explorat Sumatra între anii 1833 și 1835.

## Lucrări
- Reizen en onderzoekingen in Sumatra, gedaan op last der Nederlandsche Indische regering, tusschen de jaren 1833 en 1838, 1855.
- Reizen en onderzoekingen in den Indischen archipel, gedaan op last der Nederlandsche Indische regering, tusschen de jaren 1828 en 1836, 1857.[10]